# Gradie Kamuanya
Gradie Kamuanya Mpoyi (19 de mayo de 1995) es una deportista congoleña que compite en taekwondo. Ganó una medalla de bronce en los Juegos Panafricanos de 2015 y dos medallas de bronce en el Campeonato Africano de Taekwondo en los años 2012 y 2016.

## Palmarés internacional
| Juegos Panafricanos | Juegos Panafricanos               | Juegos Panafricanos | Juegos Panafricanos |
| Año                 | Lugar                             | Medalla             | Categoría           |
| ------------------- | --------------------------------- | ------------------- | ------------------- |
| 2015                | Brazzaville (República del Congo) | Medalla de bronce   | –62 kg              |
| Campeonato Africano |                                   |                     |                     |
| Año                 | Lugar                             | Medalla             | Categoría           |
| 2012                | Antananarivo (Madagascar)         | Medalla de bronce   | –62 kg              |
| 2016                | Puerto Saíd (Egipto)              | Medalla de bronce   | –62 kg              |